# Ismaïlisme
L'ismaïlisme (àrab: الإسماعيليون, al-ismāʿīliyyūn; persa: إسماعیلیان, esmāʿiliyān; urdú: إسماعیلی, ismāʿīlī) és un dels corrents de l'islam xiïta. Els seus membres són anomenats també septimams perquè no reconeixen més que els set primers imams xiïtes.
Professen doctrines molt complexes fortament influïdes pel neoplatonisme, la gnosi i creences preses a altres religions com el maniqueisme. Per a ells l'islam té dos principis complementaris: l'exotèric o zahirí representat pel Profeta, l'Alcorà en el seu sentit literal i la xara, i l'esotèric o batiní personificat per l'imam i la interpretació mística de l'Alcorà. Els ismaïlites pensen que l'Alcorà és l'al·legoria d'un missatge ocult que, al seu torn, és al·legoria d'un altre més ocult encara, i així successivament fins a set nivells d'esoterisme, els últims dels quals contenen la veritat suprema.
Els moderns ismaïlites són anomenats de vegades neoismaïlites, potser perquè tenen poc a veure amb l'activisme violent que els va caracteritzar segles enrere. Són al voltant de quinze milions de persones que viuen, sobretot, a l'Índia, al Pakistan, Síria, al Tadjikistan (a la regió de Badakhxan) i al Iemen i es reparteixen en dues grans comunitats: els bohora, evolució dels mustàlites, i els joia o khodjas, hereus dels nizarites, el cap espiritual del qual és l'Agha Khan.
A Síria, el Líban i Israel hi ha també els drusos, membres d'una secta iniciàtica derivada de l'ismaïlisme fatimita. També tenen una certa presència a l'Àsia central i l'Àfrica de l'est.

## Història

### Origen del moviment
El seu origen es remunta a la mort, en 765, del sisè imam xiïta i les discussions a propòsit de la seva successió. L'esmentat imam, Jàfar as-Sàdiq, havia nomenat successor al seu primogènit Ismaïl ibn Jàfar però aquest va morir uns anys abans que el seu pare. La part de la comunitat xiïta que més endavant formarà la branca dels imamites va decidir que el succeís el seu altre fill, Mussa al-Kàdhim, com a setè imam. El grup anomenat després ismaïlita, tanmateix, no va admetre la mort d'Ismaïl i van estendre la creença que s'havia "ocultat" i que tornaria al final dels temps com a Mahdí.
Els historiadors no ismaïlites reconeixen que l'ocultació; en realitat pretenia resoldre els problemes derivats de la figura de l'imam com a líder polític, ja que els imams xiïtes eren durament perseguits pel poder califal de Bagdad i acabaven invariablement morts o empresonats. En "ocultar-se", l'imam adquiria una forta i exclusiva dimensió espiritual i els fidels tenien més llibertat de moviments per adoptar posicions respecte al poder polític imperant.

### Els primers daïs, càrmates i khalafites
Molt perseguits, els ismaïlites van continuar venerant en secret al seu imam ocult mentre feien un proselitisme molt actiu, primer a Orient Mitjà i després en la resta del món musulmà. A Kufa va fer propaganda Hamdan Qàrmat i després el seu cunyat Abdan i els seus deixebles foren coneguts com a càrmates. A Rey la predicació la va fer Khalaf i els seus deixebles foren coneguts com a khalafites (que cal no confondre amb la tendència khalafiyya dels ibadites); un germà d'Abdan va predicar al Fars; altres van predicar al Gran Khorasan.
Un ismaïlita del Khorasan, al-Nasafí, va anar a predicar al Sistan al començar el segle x. A la primera meitat del segle x es van convertir el kufs de Kirman per les predicacions de daïs vinguts del Khorassan.
Mentre al Iemen dos missioners ismaïlites, Ali ibn Fadl al-Karmati i Ibn Hawxab (conegut com a Mansur al-Yaman) es van establir el 881 al Jabal Mawsar i van aconseguir el suport de les tribus; el 883 Ibn Hawxab va enviar al seu nebot al-Haytham com a missioner al Sindh i més tard a Abu-Abd-Al·lah aix-Xií al Magrib. En aquesta darrera regió va tenir molt èxit, ja que només arribar va aconseguir el suport de les tribus amazigues kutama, establint les bases pel que fou la dinastia fatimita.
Vers el 899 Abu-Saïd al-Jannabí, deixeble d'Abdan i Hamdan Qàrmat va començar a dominar Bahrayn (Aràbia Oriental); els càrmates van arribar a dominar Katif, la Yamama i Oman i s'acostaven al sud de l'Iraq i a l'Hijaz.

### Divisió entre ismaïlites (càrmates) i fatimites
La direcció central del moviment ismaïlita estava inicialment a Ahwaz i a Bàssora i més tard a Salamya a Síria. Muhammad ibn Ismail fou declarat l'imam ocult que havia de tornar com a Mahdi i els caps del moviment en absència de l'imam, portaven el títol de hujja. La direcció del moviment a Salamya fou assolida el 899 per Ubayd-Al·lah al-Mahdí després califa (909–934) i llavors es va produir un cisma, ja que reivindicava l'imamat per a si mateix (i pels seus ancestres); els càrmates li van retirar el suport; llavors Abdan fou assassinat i proclamat al seu lloc Zikrawayh ibn Mihrawayh que es va declarar lleial a la direcció i va organitzar revoltes càrmates entre les tribus beduïnes de Síria (902 i 907) fins que fou capturat i executat (907). El mateix Zikrawayh havia anat retirant la lleialtat a Ubayd Allah al-Mahdi i l'imam va fugir cap al Magreb, on el 909 va fundar l'estat fatimita.
Els ismaïlites del Iemen van restar fidels a Ubayd-Al·lah al-Mahdí fins al 912 en que Ali ibn Fadl va trencar amb l'imam i va fer la guerra a Ibn Hawshab que romania lleial. A la mort d'Ali el seu bàndol es va desintegrar aviat. Els dais del Magreb i del Sindh també van romandre lleials a Ubayd Allah al-Mahdi; al Khorassan hi va haver algunes dissidències però en general els dais van restar lleials.

### Comunitats fatimites a la primera meitat del segle X
En canvi a l'Iraq, Pèrsia i Bahrayn les comunitats ismaïlites van refusar reconèixer a l'imam fatimita. I a l'Iraq Isa ibn Musa, nebot d'Abdan, va continuar l'obra d'aquest proclamant que l'imam verdader era Muhammad ibn Ismail; hi havia missions a Bagdad, Mossul, Rayy i Katif que en general actuaven coordinadament i van actuar amb èxit entre els daylamites, guanyant les simpaties almenys temporals d'Asfar ibn Shiroya i Mardawidj ibn Ziyar, i més tard dels musafírides de l'Azerbaidjan; a Katif els càrmates havien predit que el Mahdi apareixeria el 928 i el 931 un presoner de guerra persa fou reconegut com el Mahdi esperat i va rebre el poder de mans d'Abu Tahir Sulayman ibn Abi Said al-Hasan al Djannabi al-Hadjari (918-931 i 932-944) però l'afer va acabar malament i el suposat mahdi fou executat el 932 recuperant Abu Tahir el poder, però a costa de perdre influència entre els dais de Pèrsia i Iraq.

### Comunitats càrmates fins a l'extinció del corrent
Els fatimites no van poder iniciar propaganda sobre la seva branca fins a la segona meitat del segle x, a causa de la gran revolta kharidjita nukkarita d'Abu Yazid Makhlad ben Kaydad al-Nukkari, però sense gaire èxit. La conquesta fatimita d'Egipte el 969, va portar a la guerra amb els càrmates; al-Hasan II al-Asam ibn Ahmad de Bahrayn que havia conquerit Damasc es va presentar a Egipte i va assetjar el Caire però es va haver de retirar per una sortida del general Djawhar al-Sikilli per la part nord (22 de desembre del 970) i la defecció dels seus aliats els uqayl i els Banu Tayyi; altres atacs càrmates a Egipte es van produir el 971/972. El 973 el califa Abu Temin Maad al-Muizz Lideenillah li va escriure una carta a al-Hasan tirant-li en cara l'abandonament de la causa ismaïlita pels càrmates, carta que va contestar de manera insolent i el 974 va organitzar un nou atac a Egipte i va assetjar altre cop el Caire però fou traït pel seu aliat al-Hassan ibn al-Djarrah (vegeu djarràhides) i fou derrotat per les tropes fatimites dirigides pel fill del califa (el futur al-Aziz Nizar Abu Mansur Billah) i va tornar a al-Hasa (Bahrayn). Va lluitar encara a Síria i va morir en una batalla amb els fatimites davant Ramla el març del 877. Fatimites i càrmates van acordar la pau el 979/980 però una greu derrota a mans dels beduïns el 988 els va deixar com a força merament local sens poder estendre les seves idees fora de l'Aràbia oriental i la tendència que proclamava el futur retorn de Muhammad ibn Ismail es va desintegrar progressivament encara que l'estat càrmata va existir fins al 1078.

### Comunitats fatimites a la segona meitat del segle X
A la segona meitat del segle x, vers el 985, un cop d'estat dirigit per un ismaïlita fatimita de nom Djalam ibn Shayban va enderrocar al darrer emir de la dinastia Sama de Multan i va instaurar la dinastia Sumra, fanàticament xiïta fatimita. Aquesta dinastia, que va llegir la khutba en nom del califa fatimita al-Aziz Nizar Abu Mansur Billah (975–996) i el seu successor Al-Hàkim bi-amr-Al·lah (996–1021), va tenir els següents sobirans:
1. Djalam ibn Shayban 985- ?
2. Hamid ibn Djalam ? -997
3. Nasr ibn Hamid. 997- ?
4. Abu l-Fath Daud ibn Nasr ? -1008 o 1010

La influència fatimita es va estendre al Makran on també es va fer la khutba en nom del califa fatimita vers 988. El daï Abu Yakub al-Sidjistani feia activitat pro fatimita al Sistan; un altre daï ismaïlita, el de Djiruft, al Kirman, va adoptar també la tendència fatimita. Multan fou annexionat per Mahmud de Gazni segurament el 1010, i es va emportar al sobirà presoner, massacrant molts ismaïlites.

### Drusos
Als primers anys del califa al-Hàkim bi-amr-Al·lah (996–1021) els extremistes van començar a predicar la seva divinitat dirigits per Hamza ibn Alí que va fundar la doctrina religiosa dels drusos. L'organització oficial es va oposar a aquest moviment i a la mort del califa el 1021, els seguidors d'aquesta tendència foren perseguits i es van refugiar a les muntanyes de Síria on encara viuen i són considerats un grup completament separat de l'ismaïlisme tot i el seu origen.

### Comunitats fatimites alseglexi
Mentre a Ifríqiya les comunitats ismaïlites foren exterminades amb l'arribada al poder de Xaraf-ad-Dawla al-Muïzz ibn Badis  (1016-1062); els fatimites no tenien el suport de la població i els kutama, els seus principals valedors, havien emigrat a Egipte després del 969; fou fàcil encoratjar a la multitud per massacrar als adeptes ismaïlites de les ciutats principals; quan Muizz va refusar reconeixement al califa fatimita el 1049, ja no hi havia ismaïlites de cap branca a Ifríqiya.
Sota el califa al-Mustansir Abu Temim Moad (1035–1094) els ismaïlites del Iemen es van recuperar. Sota Ibn Hawshab havien subsistit precàriament; el 989 havien obtingut el suport de l'emir yafurita Abd Allah ibn Kahtan (989-997) que regnava a Sanaà i havia conquerit Zabid als ziyadites. El 1038 el daï Ali ibn Muhammad al-Sulayhi es va manifestar a Masar a l'Haraz i va fundar la dinastia Sulàyhida; amb aquesta dinastia l'ismaïlisme es va estendre per tot el Iemen i cap a Oman i Bahrayn temporalment, i es van enviar dais a Cambay al Gujarat. El principal cap ismaïlita del Iemen, el daï Lamak ibn Malik, va enviar a un daï de nom Abd Allah que va arribar a Gujarat el 1068 i es va crear una comunitat important en només deu anys i foren l'origen dels bohora (plural bohores). També a la meitat del segle xi el poeta Nasir-i Khusraw va actuar com a daï a la regió de l'alt Oxus; expulsat de Balkh per les seves activitats, es va instal·lar a Yumgan el 1061 i va difondre l'ismaïlisme al Badakhxan. A Pèrsia, amb l'acció de Hasan-i Sabbah, que es va apoderar d'Alamut, l'ismaïlisme va recuperar forces (1090); va enviar a Husayn Kaini al Kohestan i va aconseguir dominar diverses fortaleses en aquesta zona (Tabas, Kain, Zuzan, Tun i altres); un altre daï, Abu Hamza, va ocupar dos castells a la frontera entre Fars i Khuzistan, a la vora d'Arradjan.

### Divisió entre fatimites: nizarites i mustalites
Els fatimites van tenir un cisma greu el 1094, a la mort del califa Al-Mustansir. Havia deixat hereu al seu fill gran Nizar però un altre fill més jove, Àhmad, amb el suport del visir Al-Àfdal ibn Badr al-Jamalí, va usurpar el poder. Nizar revoltat a Alexandria fou derrotat i executat. Hasan-i Sabbah i els ismaïlites perses van refusar reconèixer com a califa a Àhmad, i el senyor d'Alamut, en absència d'imam, va agafar la direcció del moviment com a khudjdja, direcció que va continuar en mans dels successius senyors d'Alamut a la seva mort, i el quart d'aquests, Hassan (1162–1166) fou finalment reconegut com a imam. Aquesta tendència es va dir nizarita.

### Nizarites fins alseglexiii
Els nizarites van resistir amb èxit als seljúcides i encara van estendre el seu domini a les muntanyes Elburz i al Kuhistan; vers 1100 van ocupar la fortalesa de Shahdiz prop d'Esfahan però la van perdre el 1107 i poc després les de la zona d'Arradjan. A Egipte els partidaris de Nizar foren eliminats aviat però a Síria van obeir al daï d'Alamut i es van fer forts al Djabal al-Summak, al nord d'Hamat; van intentar conquerir fortaleses però van fracassar i es van dedicar als assassinats polítics; el 1126 Tughtagin, emir de Damasc, els va cedir la fortalesa de Banyas (a la frontera amb els croats) i els va reconèixer oficialment com a comunitat a la ciutat de Damasc; però el 1129 el seu fill Buri va incitar disturbis antiismaïlites a Damasc i la major part de la comunitat nizarita fou exterminada, i van haver de cedir als francs la fortalesa de Banyas; no obstant després van obtenir alguns èxits al Djabal Bahra a l'oest d'Hamat on el 1132/1133 van ocupar la fortalesa de Kadmus i en els següents deu anys en van ocupar altres entre les quals la principal Masyaf (ocupada el 1140/1141). Els caps nizarites sirians obeïen sempre al cap ismaïlita d'Alamut; el més famós fou Rashid al-Din Sinan (1162-1192) conegut com el Vell de la Muntanya, que va mantenir una posició sovint independent però sempre es va evitar el trencament. Els nizarites van subsistir a Alamut fins a la conquesta mongola el 1256. que va ser arrasada fins als fonaments.
Els imams nizarites van desaparèixer en la clandestinitat (breument van recuperar Alamut el 1275 fins al 1276) però tornaran a aparèixer posteriorment. La branca siriana va perdre la seva darrera fortalesa davant els mamelucs el 1273 però com a comunitat va romandre lleial als imams nizarites clandestins.

### Mustalites
Al-Mustali Abul Qasim Ahmed fou reconegut pels ismaïlites d'Egipte, alguns a Síria, els del Iemen i els de l'Índia, i foren coneguts com a mustalites.

### Divisió dels fatimites mustalites: Tayyibites i Hafizites
Aviat va esclatar un altre cisma: el seu fill i successor Al-Àmir (1101–1130) fou assassinat el 1130. Vuit mesos abans havia designat successor al seu fill al-Tayyib, però un cosí, al-Hafiz Abul Maimun Abdel Meshid (1130–1149), fou proclamat regent oficialment a l'espera del naixement d'un fill del califa difunt, ja que la reina estava embarassada. Del que havia passat amb al-Tayyib no es va donar cap explicació, i la seva sort és desconeguda. Quatre dies després un cop d'estat d'al-Afdal Kutayfat va declarar deposada la dinastia i va proclamar la sobirania del dotzè imam però el desembre de 1131 Kutayfat fou enderrocat i al-Hafiz Abul Maimun Abdel Meshid (Abd al-Madjid) va retornar al poder com a regent fins al febrer de 1131 quan fou proclamat califa.

### Hafizites fins a la desaparició
Aquesta successió irregular, fou acceptada per la direcció religiosa i els seus partidaris foren coneguts com a Hafizites (Hafiziyya) o Madjidites (Madjidiyya); només un petit nombre es va declarar pels drets d'al-Tayyib.
Els hafizites al Iemen tenien el suport dels zuràyides d'Aden, i d'algun sobirà hamdanita de Sanaà ocasionalment, però la majoria va seguir la tendència tayyibita igual que va fer la comunitat ismaïlita a l'Índia, sempre lligada al Iemen.
Tanmateix, el 1171 enderrocat el Califat Fatimita, la tendència hafizita va desaparèixer ràpidament. El fill del darrer califa, Dawud, fou reconegut com a imam (era l'hereu amb el títol d'Hamid lillah) però presoner dels aiubites no va poder fer res i després d'una conspiració fatimita al Caire el 1172 o 1173, molts partidaris de la dinastia foren desterrats a l'Alt Egipte, únic lloc on l'activitat hafizita fou apreciable.
El 1176/1177 un pretedent que deia ser Dawud, es va revoltar a Kift (Alt Egipte) sense èxit. A la mort del verdader Dawud a la seva presó al Caire, els fatimites van obtenir permís per un dol públic i al fer-ho els principals caps del moviment foren arrestats.
A Dawud el va succeir el seu fill Sulayman però va morir sense fills a la presó el 1248; alguns partidaris van dir o van creure que havia deixat un fill que estava amagat. El 1298 un pretendent que deia ser Dawud ibn Sulayman ibn Dawud es va revoltar a l'Alt Egipte sense èxit.
Al Iemen el domini aiubita va posar fi al corrent hafizita.

### Els tayyibites fins alseglexvi
Els defensors dels drets d'al-Tayyib foren anomenats tayyibites (tayyibiyya) o amirites (amiriyya); aquesta darrera tendència va tenir el suport dels ismaïlites del Iemen i amb l'encoratjament de la reina al-Sayyida es va fundar una branca separada dirigida per Dhuayb ibn Musa al que va succeir el 1151 Ibrahim al-Hamidi; després de la mort de la reina el 1138, i sense cap suport, van continuar predicant amb notable èxit. Després de ser dirigida pels descendents d'Ibrahim al-Hamidi com a dais mutlaks fins al 1209, va estar dirigida després per Ali ibn Muhammad al-Walid (mort el 1215) i als seus descendents (els Banu l-Walid) i va existir fins al 1539 amb centre a les muntanyes d'Haraz i des del segle xiv (amb el suport dels Banu Hamdan de Sanà) a la fortalesa de Dhu Marmar.
Els tayyibites o amirites d'Egipte i Síria van deixar de ser esmentats per 50 anys, però el 1323 s'esmenten ismaïlites tayyibites a Usfun a l'Alt Egipte i una comunitat a Síria a la Bekaa prop de Safad; aïllades no devien subsistir gaire temps.
Les comunitats tayyibites de l'Índia, vinculades a les del Iemen, van subsistir però al segle xv hi va haver persecucions religioses al Gujarat i molts es van convertir al sunnisme. El 1539 un indi va assolir el càrrec de dai mutlak i la direcció del moviment ismaïlita va passar al Gujarat.

### Divisió dels tayyibites: duwadites i sulaymanites
El 1591 va morir el 26è daï mutlak Dawud ibn Adjabshah i la successió fou problemàtica. Dawud Burhan al-Din fou reconegut a l'Índia però el seu delegat al Iemen Silayman ibn Hasan al-Hindi va reclamar la successió per la que deia que havia estat nomenat pel daï difunt. Això va dividir el moviment en duwadites i sulaymanites.

### Dawudites fins al dia d'avui
Els dawudites, amb força a l'Índia van seguir com a comunitat; van patir alguna persecució sota Aurangzeb al final del segle xvii. El 1785 el centre del dai mutlak es va establir a Surat. El 1966 Muhammad Burhan al-Din va succeir com a daï mutlak al seu pare Tahir Sayf al-Din; hi ha comunitats a Gujarat, Bombai i Índia central (a més d'uns quants al Iemen, a l'Haraz)

### Sulaymanites
Els sulaymanites van tenir la seva força al Iemen i el càrrec de dai mutlak va passar el 1640 a Ibrahim ibn Muhammad ibn Fadh de la família Makrami en la qual va restar excepte petites interrupcions.

#### Dinastia makràmida de la branca sulaymanita
Els dais makràmides es van establir a Nadjran amb el suport dels Banu Yam i abans del 1719 van conquerir l'Haraz i van mantenir el domini de la regió tot i els repetits atacs zaidites. El daï Hassan ibn Hibat Allah (mort el 1775) va conquerir Hadramaut temporalment. Finalment foren expulsats de l'Haraz pel general otomà Ahmad Mukhtar Pasha el 1872 que va ocupar la fortalesa principal d'Attara i va fer matar a traïció el daï Hasan ibn Ismail al-Shibam al-Makrami. El 1939 encara Djamal al-Din Ali ibn Husayn al-Majrami succeïa al seu pare com a dai mutlak però aquesta direcció és merament honorífica.

### Divisió dels nizarites: kasimshàhides i muhammadshàhides
Els nizarites sota dominació mongola es van amagar a l'Azerbaidjan. La línia es va trencar a la mort de Muhammad Shams al-Din ibn Khurshah, o del seu fill Mumin Shah: una branca va estar dirigida per Kasim Shah i l'altra per Muhammad Shah.

### Kasimshàhides fins al dia d'avui
Els kasimshàhides estaven establerts a Andjudan prop de Mahallat; les tombes dels seus imams en aquesta vila van fins al final del segle xv, després desapareixen i tornen a aparèixer el 1634 i fins al 1680; l'imam Shah Nizar, mort el 1722, va ser enterrat a Lahak, prop d'Andjudan; durant el regant de Nadir Shah l'imam Sayyid Hasan Beg es va establir a Shahr-i Babak i va comprar una residència d'hivern a Kirman; els imams van sortir de la clandestinitat i van participar en l'activitat política. L'imam Abu l-Hasan Khan al-Mahallati al-Kohaki fou governador de Kirman del 1756 a la seva mort el 1791/1792; el seu fill Shah Khalil Allah, amb el suport qajar, va retornar a Kahak, però després se'n va anar a Yadz i hi va morir el 1817 en uns disturbis polítics. El seu fill Hasan Ali Shah Mahallati va rebre de Fath Ali Shah el títol d'Aga Khan que va esdevenir hereditari en els seus successors. Va intentar esdevenir sobirà independent de Kirman sense èxit i es va establir a l'Índia el 1843 i Bombai va esdevenir seu permanent de l'imam. L'imam Sultan Muhammad Shah fou succeït el 1957 per l'actual Karim Aga Khan.

### Muhammadshàhides
Els muhammadshàhides es van amagar al Daylam. Khudawabd Muhammad (potser el mateix Muhammad Shah) va ocupar Alamut (1374/1375) amb el suport dels imaïlites locals, però en fou expulsat i es va refugiar amb Tamerlà que el va enviar exiliat a Sultaniyya on la família va viure fins al 1489 però en contacte amb els seus partidaris al Daylam. El més famós imam fou Shah Tahir al-Husayni al-Dakkani que vivia al començament del segle xvi i fou objecte de sospites per part del xa safàvida Ismail I per la seva influència religiosa sobre el poble, i fou enviat exiliat a Kashan i més tard expulsat de Pèrsia i el 1522 es va establir a Ahmadnagar al Dècan on va aconseguir que el sultà local, Burhan Shah I proclamés el xiisme com a religió oficial.

### Extinció dels muhammashàhides
Durant un temps van quedar partidaris a Daylam i Badakhxan però al començar el segle xix la major part o tots van passar a la branca kasimshàhida; a Síria els ismaïlites van romandre lleials a la branca muhammadshàhida; enfrontats a la secta dels nusayrites, van reconstruir la vila de Salamya a la meitat del segle xix i van colonitzar la regió a l'est d'Hamat i avui dia 2/3 de la comunitat viuen en aquesta zona; el 1886, després d'haver buscat un descendent del darrer imam sense èxit, la major part de la comunitat va esdevenir partidària dels aga kans (kasimshàhides); el darrer enfrontament entre nusayrites i nizarites fou el 1920 quan els primers van ocupar Kadmus i van destruir material religiós valuós.
El 1957 uns trenta mil ismaïlites que vivien a Salamya van passar a la branca dels agas kans, però a la zona encara van quedar unes 15000 persones fidels a la branca muhamadshàdida (que són coneguts com a djafariyya o djafarites).

### Branca nizarita separada dels imamshahites
A l'Índia la comunitat ismaïlita que restava fidel a Nizar, va continuar i vers el segle xiv hi ha notícies de dais nizarites; el 1520 va morir el daï Imam Shah i el seu fill i successor Nur Muhammad Shah es va proclamar imam fundant una secta separada coneguts com els imamshahites o satpanthis que al seu torn es va escindir en diverses branques i molts van retornar a l'hinduisme; els que no el van seguir van restar fidels als imams nizarites (i després a una de les dues branques)

## Ismaïlites en l'actualitat
Grups ismaïlites subsisteixen avui dia al Gran Khorasan (Nishapur), Kuhistan (Kain i Birdjan) Kirman, Sirdjan, Djabal Bariz i Mahallat (prop de Yadz); els de Daylam, tot i ser una comunitat forta, van desaparèixer. Hi ha algunes comunitats a la regió de Gazni, Chitral, Gilgil, Hunza, Yarkand i Kashgar.

## Badakhshan, país ismaïlita
A Badakhshan el poder temporal ismaïlita el va establir vers 1507/1508 Shah Radi al-Din (segurament l'imam muhammadshàhida pare de Shah Tahir Dakkani) que havia vingut de Sistan i va controlar part del país amb el suport dels ismaïlites locals però fou mort la primavera del 1509 en un conflicte intern; un altre imam de la mateixa branca, Khudaybakhsh, es va establir al Badakhshan al segle xvii i hi va morir el 1663/1664. Algunes pobles tenien dinasties locals de pirs o mirs que era el títol dels caps de la comunitat ismaïlita. Fins al dia d'avui l'ismaïlisme ha restat la religió hegemònica.